# Organisation des Nations unies
« ONU » et « Onu » redirigent ici. Pour les autres significations, voir ONU (homonymie).
Pour les articles homonymes, voir United Nations.
L'Organisation des Nations unies (ONU) est une organisation internationale regroupant 193 États membres depuis le 14 juillet 2011. Elle a été instituée le 24 octobre 1945 par la ratification de la Charte des Nations unies signée le 26 juin 1945 par les représentants de 51 États. Elle remplace alors la Société des Nations.
Les objectifs premiers de l'organisation sont le maintien de la paix et la sécurité internationale. Pour les accomplir, elle promeut la protection des droits de l'homme, fournit de l'aide humanitaire, le développement durable et la garantie du droit international et dispose de pouvoirs spécifiques tels que l'établissement de sanctions internationales et l'intervention militaire.
La Charte des Nations unies définit six organes principaux : l'Assemblée générale, le Conseil de sécurité, le Conseil économique et social, le Conseil de tutelle, la Cour internationale de justice et le Secrétariat. Le système des Nations unies inclut plus largement des programmes, fonds, institutions spécialisées et apparentées.
Les six langues officielles de l'ONU sont l'anglais, l'arabe, l'espagnol, le français, le mandarin et le russe. Le Secrétariat des Nations unies ne reconnaît que l'anglais et le français comme langue de travail, le Conseil économique et social des Nations unies reconnaît l'anglais, l'espagnol et le français, et le reste des organes de l'ONU utilise les six langues officielles.
Depuis le 1er janvier 2017, le secrétaire général des Nations unies, nommé par l'Assemblée générale sur recommandation du Conseil de sécurité, est le Portugais António Guterres.
Le siège des Nations unies est situé à New York et bénéficie du régime d'extraterritorialité. Les 193 États membres y sont représentés par un ambassadeur permanent auprès de l'ONU.

## Histoire

### Avant 1945
Avant l'ONU, d'autres organisations internationales ont œuvré pour la paix dans le monde. Les actions de l'Union interparlementaire et du Bureau international de la paix, créés respectivement en 1889 et 1891, ont contribué à l'instauration de la Cour permanente d'arbitrage (tribunal de La Haye) en 1899. Après la Première Guerre mondiale, elles soutiennent la création de l'Organisation internationale du travail et de la Société des Nations.
La Société des Nations est fondée le 28 juin 1919 avec la signature du traité de Versailles : son but est de conserver la paix et d'assurer une "sécurité collective" face aux horreurs de la Première Guerre mondiale. Elle est active entre 1919 et 1939 (de jure jusqu'en 1946). Mais sa crédibilité est éprouvée par la Seconde Guerre mondiale. Pour pallier cet échec, et afin d'institutionnaliser un nouvel espace de dialogue international, le président américain Franklin Delano Roosevelt souhaite la création d'une nouvelle organisation.
Les premières bases de l'architecture internationale d'après-guerre sont posées le 14 août 1941 dans la Charte de l'Atlantique établie conjointement par le président des États-Unis et le premier ministre du Royaume-Uni, Winston Churchill. Les deux dirigeants « sont convaincus que toutes les nations du monde […] devront finir par renoncer à l'usage de la violence. […] En attendant l'institution d'un système permanent de sécurité générale établi sur des bases plus larges, il est essentiel de désarmer ces nations ». Cette déclaration est complétée en septembre par la signature de neuf États européens occupés ou en guerre contre l'Allemagne nazie, ainsi que par les Forces françaises libres.
La Déclaration des Nations unies fut signée le 1er janvier 1942 à Washington DC par 26 États se battant contre les forces de l'Axe. C'est la première fois que l'expression « Nations unies », dont la paternité est attribuée à Roosevelt, est utilisée ; elle désigne alors l'engagement des signataires à contribuer ensemble à l'effort de guerre et à ne pas signer de paix séparée avec l'Axe.
Ce n'est qu'avec les conférences de Moscou et Téhéran que la république de Chine, les États-Unis, l'Union soviétique et le Royaume-Uni reconnaissent formellement « la nécessité d'établir aussitôt que possible, en vue de la paix et de la sécurité internationales, une organisation internationale fondée sur le principe de l'égalité souveraine de tous les États pacifiques ». Les quatre États se rencontrèrent ensuite lors de la conférence de Dumbarton Oaks en 1944 afin d'adopter une proposition de traité. Lors de la conférence de Yalta en février 1945, les « Trois Grands » (États-Unis, Royaume-Uni et Union soviétique) évoquent à nouveau des questions liées à la future organisation (nombre de voix de l'URSS, Conseil de Sécurité…). Pour ne pas reproduire l'échec de la Société des Nations, il fut convenu que la nouvelle organisation devait être structurée autour d'un noyau dur d'États détenant une puissance objective et disposant d'un droit de véto. Finalement, après reconnaissance du gouvernement provisoire de la République française par les alliés, cinq pays considérés comme les vainqueurs de la Seconde Guerre mondiale, disposeront du droit de veto : les États-Unis, la France, l'URSS (remplacée par la Russie en 1991), la république de Chine (remplacée par la république populaire de Chine en 1971) et le Royaume-Uni.
Le 21 juin 1945, les États ayant signé la Déclaration des Nations unies et déclaré la guerre à l'Allemagne et au Japon avant mars 1945 sont invités à participer à la conférence de San Francisco, qui a lieu du 25 avril au 25 juin 1945. La rencontre s'achève le 26 juin avec la signature de la Charte des Nations unies par les cinquante États membres (la Pologne, n'ayant pas à cette date de gouvernement constitué, ne put ratifier le texte).

### Fondation et premières années

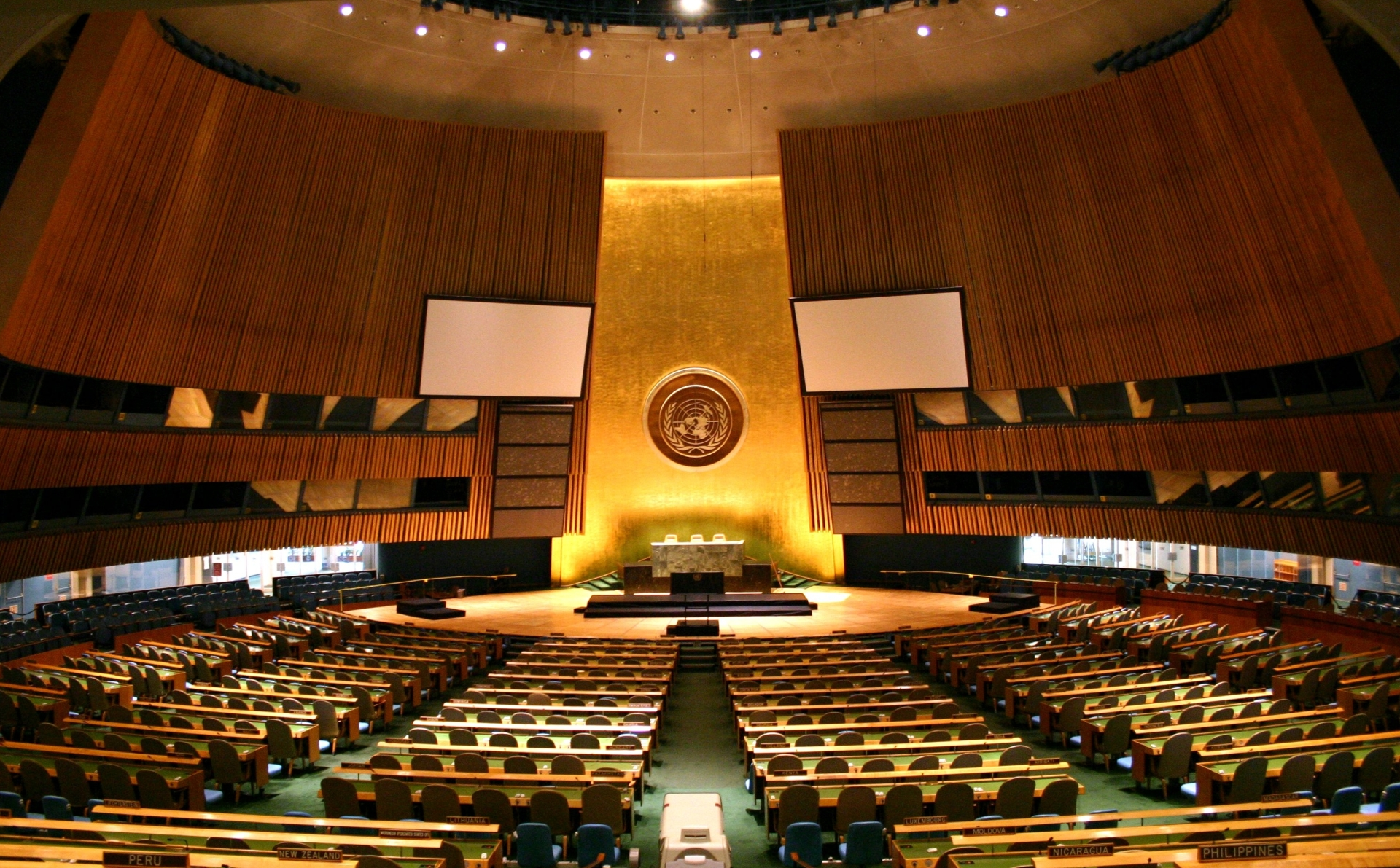
La salle plénière de l'Assemblée générale, utilisée pour la première fois à l’ouverture de sa septième session ordinaire, le 14 octobre 1952.

L'ONU a été officiellement fondée à San Francisco le 24 octobre 1945 avec la ratification de la Charte des Nations unies. Elle réunit des États pour prévenir les conflits armés et se préserver des violences de la Première et la Seconde Guerres mondiales qui « deux fois en l'espace d'une vie humaine ont infligé à l'humanité d'indicibles souffrances ».
Le siège provisoire des Nations unies était situé à Londres ; l'Assemblée générale et le Conseil de sécurité s'y réunissent pour la première fois en janvier 1946. Le 1er février, le Norvégien Trygve Lie devient le premier secrétaire général des Nations unies. La première résolution, adoptée le 24 janvier, est relative à la découverte de l'atome : l'Assemblée générale recommande d'en éliminer l'usage militaire et d'en développer l'usage civil.
En 1946, Joachim Hambro, président de l'Assemblée générale de la Société des Nations entre 1939 et 1946 déclare au sujet de l'Organisation des Nations unies : « L'ONU dispose de moyens d'actions qui dépassent infiniment ceux de la SDN. Son premier budget annuel se monte à 20 millions et demi de dollars, alors que celui de sa devancière n'était que de 9 million de francs-or. Son fonds de roulement est, au départ, de 10 millions de dollars, tandis que celui de la SDN n'a jamais dépassé 7 millions et demi de francs. Or, si l'argent est le nerf de la guerre, il est aussi le nerf de la paix. Dans un autre domaine, au temps de sa plus grande splendeur, la SDN ne comptait que 735 fonctionnaires; celui de l'ONU, doit en engager d'entrée 2 850 ». Joachim Hambro rapporte aussi une déclaration du premier secrétaire de la Société des Nations, Eric Drummond : « Même si les défaites de l'ONU étaient dix fois plus nombreuses, elle représenterait encore, pour le maintien de la paix, une force dix fois supérieure à celle de la SDN ».
La question de la partition de la Palestine mandataire entre Juifs et Arabes fut l'un des premiers dossiers majeurs de l'Organisation. En janvier 1947, le Royaume-Uni, qui assure alors le mandat sur la Palestine, confie aux Nations unies le rôle de définir la mise en place d'un plan de partage, après de vaines tentatives d'y trouver une réponse entre 1945 et 1947. Le transfert du mandat d'administration britannique de la Palestine aux Nations unies donne lieu à la première mission d'observation de l'organisation avec l'envoi du médiateur Folke Bernadotte en Palestine. Le 29 novembre 1947, l'Assemblée Générale vote la résolution 181, préconisant le partage de la Palestine mandataire en 3 entités : un État juif, un État arabe, et Jérusalem, placée sous tutelle de l'ONU. Cet évènement, qui marque le début d'une guerre civile en Palestine mandataire, sera suivi de la proclamation de l'État d'Israël et du retrait britannique en mai 1948, marquant le début de la première guerre israélo-arabe. Assassiné pendant le conflit en septembre 1948 à Jérusalem, Folke Bernadotte est remplacé par son bras-droit Ralph Bunche. La première guerre israélo-arabe s'achève après la signature d'un cessez-le-feu entre Israël et les États arabes le 7 janvier 1949 sous les auspices de Ralph Bunche. La trêve donne lieu à la première opération de maintien de la paix des Nations unies qui est déployée en 1949 avec l'ONUST.

### Pendant la guerre froide
Dès 1946, la question de l'arme atomique, dont l'utilisation est monopolisée par les États-Unis, fait l'objet de tensions entre Soviétiques et Américains. Staline s'oppose au plan Baruch, un projet proposé aux Nations unies ayant pour but d'attribuer la maîtrise de l'atome à un organisme de l'ONU. Plus tard, l'Union soviétique utilisera pour la première fois son droit de veto dans une décision demandant l'évacuation des troupes soviétiques d'Iran, qui y sont stationnées depuis la guerre. Le début de la guerre civile grecque en 1947 accentue les dissensions au sein du Conseil de sécurité. Les antagonismes entre les États-Unis et l'URSS verrouillent son action. En 1948, le bloc soviétique s'abstient sur le vote de la Déclaration universelle des droits de l'homme et, à partir de 1949, l'ambassadeur soviétique auprès des Nations unies pratique la politique de la chaise vide pour contester la reconnaissance de la Chine nationaliste (gouvernement de Taïwan) au lieu de la Chine communiste (gouvernement de Pékin). Or, le Conseil de Sécurité adopte le 27 juin 1950 une résolution autorisant à soutenir par la force la Corée du Sud contre l'invasion du Nord ; la séance, qui a lieu en l'absence de l'URSS, ouvre la voie à des opérations militaires sans réserves. Cet évènement marque une évolution dans la pratique du droit de véto : l'absence d'un membre permanent du Conseil de sécurité ne bloque pas de facto l'adoption d'une résolution, il faut que son ambassadeur vote formellement contre. L'URSS s'est donc rendu compte qu'il était dans son intérêt de siéger au CSNU.
En 1952, le siège des Nations unies est déménagé à New York. L'année suivante, le Suédois Dag Hammarskjöld est élu secrétaire général par l'Assemblée Générale : son mandat débute le 10 avril 1953 et s'achève à sa mort le 18 septembre 1961.
Son mandat est marqué par une importante évolution des opérations de maintien de la paix avec l'introduction d'instruments coercitifs. En 1956, le déploiement de la Force d'urgence des Nations unies (FUNU) en Égypte pour endiguer la crise du canal de Suez marque ainsi un premier tournant : c'est la première mission d'interposition armée. Dans ce prolongement, le déploiement de l'Opération des Nations unies au Congo (ONUC) est d'une plus grande envergure : 20 000 casques bleus sont mobilisés au Congo, contre 6 000 en Égypte,. Le mandat de l'ONUC est le premier à briser le principe de neutralité du maintien de la paix et les Nations unies rencontrent des difficultés tactiques, financières et humaines sur le terrain : 250 membres du personnel sont tués, dont le secrétaire général. L'expérience est un traumatisme pour l'institution, autant chez les fonctionnaires que les États-membres, et laisse place à une période relativement non-interventionniste jusqu'en 1989.
La fin du mandat d'Hammarskjöld est également marquée par la décolonisation et l'élargissement significatif des Nations unies. Le 30 septembre 1960 passe ainsi de 82 à 99 États membres : sur les 17 nouveaux entrants, 16 sont des États africains nouvellement indépendants. En tout, entre 1960 et 1970, 46 nouveaux États-membres rejoignent l'organisation. En pleine guerre froide, ces derniers contribuent largement à fonder le mouvement des non-alignés et le groupe des 77.
La composition du Conseil de Sécurité des Nations unies doit s'adapter à ces bouleversements. En 1963, on décide de faire passer le nombre de membres du CSNU de 11 à 15 : 6 sièges pour des membres non-permanents sont créés ; une décision effective à partir de 1966.
En 1964, U-Thant supervise le déploiement des casques bleus à Chypre. L'UNFICYP, toujours active, est la plus longue opération de maintien de la paix de l'histoire des Nations unies.
En 1965, l'Assemblée générale vote la création du Programme des Nations unies pour le développement et, en 1972, celle du Programme des Nations unies pour l'environnement.
Néanmoins, l'ONU est restée pendant très longtemps paralysée durant la guerre froide. Les deux superpuissances, les États-Unis et l'URSS, paralysèrent l'Organisation des Nations unies en usant de leur droit de veto (il fut utilisé 242 fois en 45 ans). Pour tenter de contrer cette paralysie, la résolution Acheson fut adoptée à l'initiative des États-Unis ; elle permettait à l'Assemblée d'émettre des recommandations aux États membres de l'ONU. Cependant, celle-ci ne fut que très peu utilisée en pratique,.

### Après la guerre froide
Le 3 décembre 1991, l’Égyptien Boutros Boutros-Ghali est élu secrétaire général par l'Assemblée Générale des Nations unies. Son mandat débute le 1er janvier 1992 et s'achève le 31 décembre 1996. Pour la première fois de l'histoire onusienne, il invite les chefs d'État et de gouvernement à siéger à la place de leurs représentants pour une réunion du Conseil de sécurité le 31 janvier 1992. Ce sommet permet de préparer l'Agenda pour la paix, publié le 17 juin 1992 : il s'agit d'un plan présentant la diplomatie préventive, de rétablissement et de maintien de la paix de l'ONU rénovée.
La décennie des années 1990 est marquée par la fin de la guerre froide et l'éclatement du bloc de l'Est : 30 nouveaux États membres intègrent l'organisation. Pour endiguer des conflits naissants, des mandats sont votés pour déployer des opérations de maintien de la paix en Yougoslavie, au Rwanda, en Somalie et en Angola.
Le 17 décembre 1996, Kofi Annan est élu secrétaire général par l'Assemblée générale. Sous son mandat, les États-membres adoptent les objectifs du millénaire pour le développement et les statuts de la Cour pénale internationale.
À l'occasion du Sommet mondial de 2005, les États-membres réaffirment l'importance accordée par l'ONU à la promotion du développement, du maintien de la paix, des droits de l'homme et de la sécurité mondiale. Ils adoptent également le principe de la responsabilité de protéger : elle est mobilisée pour la première fois par le Conseil de sécurité en 2011, pour répondre à la guerre civile libyenne.
Le 16 octobre 2006, Ban Ki-Moon est élu secrétaire général par l'Assemblée générale : son mandat débute le 1er janvier 2008 et s'achève le 31 décembre 2016. Les objectifs du développement durable sont adoptés en 2015 et succèdent aux objectifs du millénaire pour le développement.
Depuis 2012 et l'adhésion du Soudan du Sud, l'ONU compte 193 États membres. La même année, la Palestine se voit octroyer le statut d'observateur.
Depuis 2017, le secrétaire général des Nations unies est le Portugais António Guterres. En 2017 aussi, les Nations unies ont proclamé une "Année internationale du tourisme durable pour le développement".

## Objectifs

### Quatre objectifs
Alors que la Société des Nations n'était qu'un espace de dialogue où les diplomates pouvaient se rencontrer pour établir des consensus, l'ONU peut, avec le Conseil de sécurité, prendre des décisions concrètes. Celles-ci peuvent déboucher, par exemple, sur l'autorisation d'employer une force armée – les « Casques bleus » – pour maintenir ou rétablir la paix.

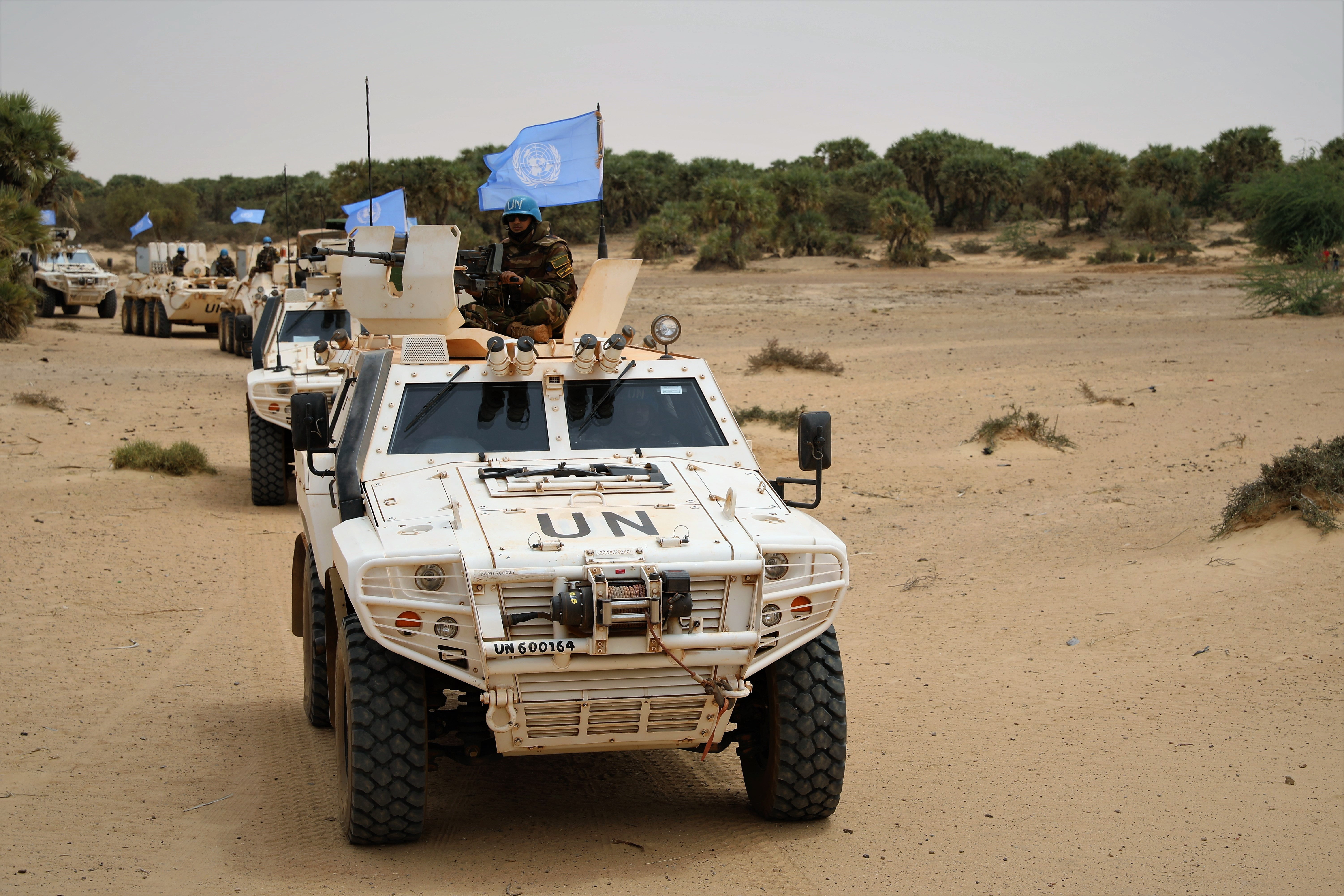
Dans ses opérations internationales, l'ONU utilise l'abréviation anglaise UN (pour United Nations) comme sigle distinctif.

Selon l'article 1 de sa Charte, l'ONU s'efforce d'être un lieu où se construit un avenir meilleur pour tous les êtres humains, et ce à travers quatre objectifs :
1. Maintenir la paix et la sécurité dans le monde[25] ;
2. Développer les relations amicales entre les nations ;
3. Réaliser la coopération internationale sur tous les sujets où elle peut être utile et en encourageant le respect des droits de l'homme[24] ;
4. Être un centre où s'harmonisent les efforts des nations dans des objectifs communs[24].

L'ONU n'est pas un gouvernement mondial et ne légifère donc pas. Cependant, ses résolutions donnent une légitimité aux interventions des États dans le cadre de leur mise en œuvre et sont de plus en plus appliquées dans le droit national et international. Toutes ces actions se pérennisent au travers de la signature de traités ou conventions internationales entre les nations.[incompréhensible]

### Garantie du droit international
Le 10 décembre 1948, l'Assemblée générale adopte la déclaration universelle des droits de l'homme. Il ne s'agit pas d'un traité : le texte n'a pas une valeur juridique en soi. Néanmoins, il constitue une source d'inspiration pour la promotion, le développement et l'exercice des droits de l'homme. C'est-à-dire qu'elle a produit des effets politiques.
Ainsi, la déclaration a inspiré neuf principaux traités internationaux relatifs aux droits de l'homme, et dont l'application est surveillée par un comité d'experts onusien : la ratification par un État l'engage à en appliquer les dispositions.
- Convention sur l'élimination de toutes les formes de discrimination raciale (1965)
- Pacte international relatif aux droits civils et politiques (1966)
- Pacte international relatif aux droits économiques, sociaux et culturels (1966)
- Convention sur l'élimination de toutes les formes de discrimination à l'égard des femmes (1979)
- Convention contre la torture (1984)
- Convention relative aux droits de l'enfant (1989)
- Convention internationale sur la protection des droits des travailleurs migrants et de leur famille (1990)
- Convention pour la protection contre les disparitions forcées (2006)
- Convention relative aux droits des personnes handicapées (2006).

Ce bloc est complété par neuf protocoles facultatifs.

### Développement durable
Sous l'influence du Rapport sur les limites de la croissance et à l'issue de la Conférence des Nations unies sur l'environnement de Stockholm en juin 1972, l'Assemblée générale vote la création du Programme des Nations unies pour l'environnement (PNUE). Son siège est à Nairobi au Kenya.
En 1983, le Secrétariat général mandate une Commission mondiale sur l’environnement et le développement, présidée par l'ancienne première ministre norvégienne Gro Harlem Brundtland. Son rapport, publié en 1987, définit le développement durable comme la capacité à satisfaire les besoins présents tout en garantissant les besoins futurs : il est caractérisé par une dimension économique, sociale et environnementale.
Ces travaux préparent le sommet de la Terre de Rio de 1992 à l'issue duquel les États membres adoptent la Convention-cadre des Nations unies sur le changement climatique (CCNUCC). Le protocole de Kyoto est adopté à la COP3, en 1997, et l'accord de Paris sur le climat est adopté à la COP21, en 2015.

## Organisation

### Organes principaux et institutions

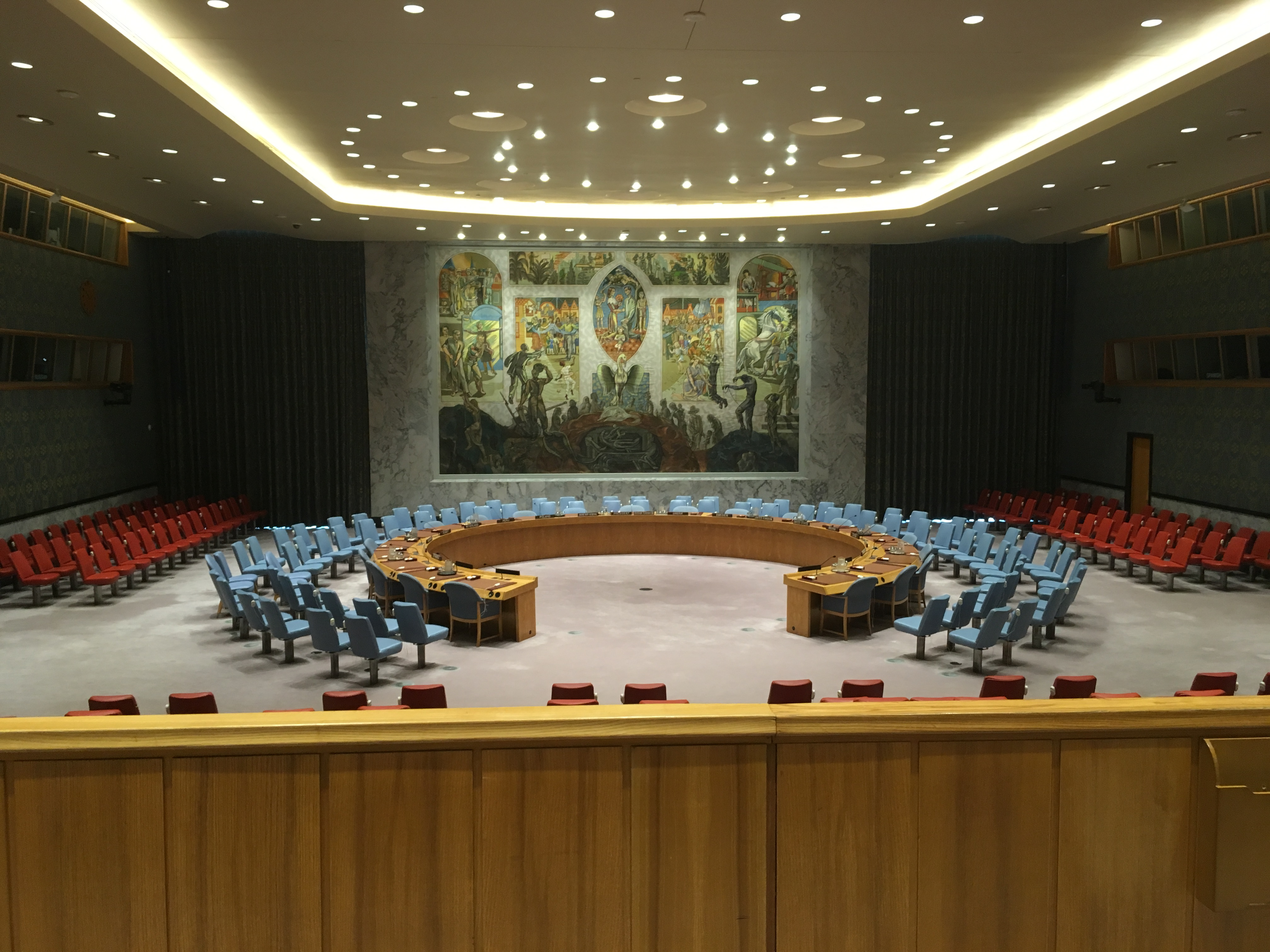
Salle du Conseil de sécurité de l'ONU.

L'Organisation des Nations unies comprend six organes principaux :
- L'Assemblée générale, où tous les États membres sont représentés et disposent d'une voix pour les recommandations qui sont portées au vote ; l'assemblée générale dispose de compétences très larges mais n'émet pas de décisions contraignantes pour les États ;
- Le Conseil de sécurité est plus spécialement chargé de traiter les menaces contre la paix, les ruptures de la paix ou les agressions ; il peut émettre des résolutions contraignantes pour les États ; ses pouvoirs sont définis dans le chapitre VII de la charte de l'ONU. La pratique lui permet de décider du lancement d'opérations de maintien de la paix avec le concours des États membres puisque l'ONU est dépourvue de moyens militaires propres. Le conseil de sécurité peut décider de sanctions contre un État ;
- Le Conseil économique et social qui aide à la promotion de la coopération économique et sociale et au développement ;
- Le Conseil de tutelle dont la fonction est tombée en désuétude depuis la fin de la décolonisation ;
- La Cour internationale de justice tranche les différends entre les États qui acceptent de recourir à sa juridiction ; elle peut également fournir des avis juridiques aux autres organes lorsqu'elle est saisie, ce qui arrive de plus en plus rarement. Elle siège à La Haye (Pays-Bas). Conformément à l'article 92[PDF] de la Charte des Nations unies, elle remplace la Cour permanente de justice internationale, dont elle utilise les jurisprudences ;
- Le Secrétariat qui assure la gestion quotidienne de l'organisation, y compris celle des quelque 9 000 fonctionnaires qui l'animent, et des représentants des Nations unies.

Le Conseil économique et social des Nations unies (ECOSOC) est placé sous l'égide de l'Assemblée générale et a un rôle consultatif concernant les questions de coopération économique et sociale internationales ; deux types de commissions : les Commissions techniques, comme la commission du développement durable ; les Commissions régionales, comme la CEE-ONU, (UNECE), qui participe à des travaux de standardisation comme les spécifications techniques sur le commerce électronique.
En plus de ces six organes principaux, l'ONU compte 15 agences spécialisées.
- Banque mondiale
- Fonds international de développement agricole
- Fonds monétaire international
- Organisation de l'aviation civile internationale
- Organisation internationale du travail
- Organisation maritime internationale
- Organisation météorologique mondiale
- Organisation mondiale de la propriété intellectuelle
- Organisation mondiale de la santé
- Organisation mondiale du tourisme
- Organisation des Nations unies pour l'alimentation et l'agriculture
- Organisation des Nations unies pour le développement industriel
- Organisation des Nations unies pour l'éducation, la science et la culture
- Union internationale des télécommunications
- Union postale universelle

Enfin, elle compte 5 organisations apparentées :
- Agence internationale de l'énergie atomique
- Secrétariat de la convention-cadre des Nations Unies sur les changements climatiques (CCNUCC)
- Organisation pour l'interdiction des armes chimiques
- Organisation mondiale du commerce
- Organisation internationale pour les migrations
- Organisation du traité d'interdiction complète des essais nucléaires

L'ensemble forme le système des Nations unies.

### États membres
Depuis l'adhésion du Monténégro en 2006 et de la république du Soudan du Sud en 2011, l'ONU compte en juin 2022, 193 états sur les 197 qu'elle reconnaît – les quatre États reconnus mais non membres étant la Palestine (depuis le 29 novembre 2012) et le Vatican (à travers le Saint-Siège) qui ont un statut d'observateur, ainsi que les îles Cook et Nioué. Le Vatican est toutefois le seul État pleinement souverain et reconnu par les Nations unies bien qu'il n'en soit pas membre et il n'existe aucun obstacle à son adhésion si les autorités vaticanes souhaitent un jour rejoindre l'organisation.
Certains territoires prétendant à un statut d’État (par exemple Taïwan, Kosovo, etc.) dont certains sont reconnus par un ou plusieurs États membres de l’ONU ne sont pas représentés. Ainsi contrairement à la dénomination Nations unies, c'est le statut d’État majoritairement reconnu et non de Nation qui permet l'accès à l’ONU.

### Langues officielles
Il existe six langues officielles utilisées par l'Organisation des Nations unies. Il s'agit de l'anglais, de l'arabe, du chinois (mandarin), de l'espagnol, du français et du russe. Ces langues sont utilisées lors des réunions des différents organes de l'ONU, en particulier à l'Assemblée générale (Article 51 de son règlement intérieur) et au Conseil de sécurité. Les six langues officielles servent également à la diffusion de documents officiels. Tant que les documents ne sont pas disponibles dans les six langues officielles, ils ne sont pas publiés. Cependant, le Secrétariat des Nations unies n'utilise que deux langues de travail : l'anglais et le français.

## Financement

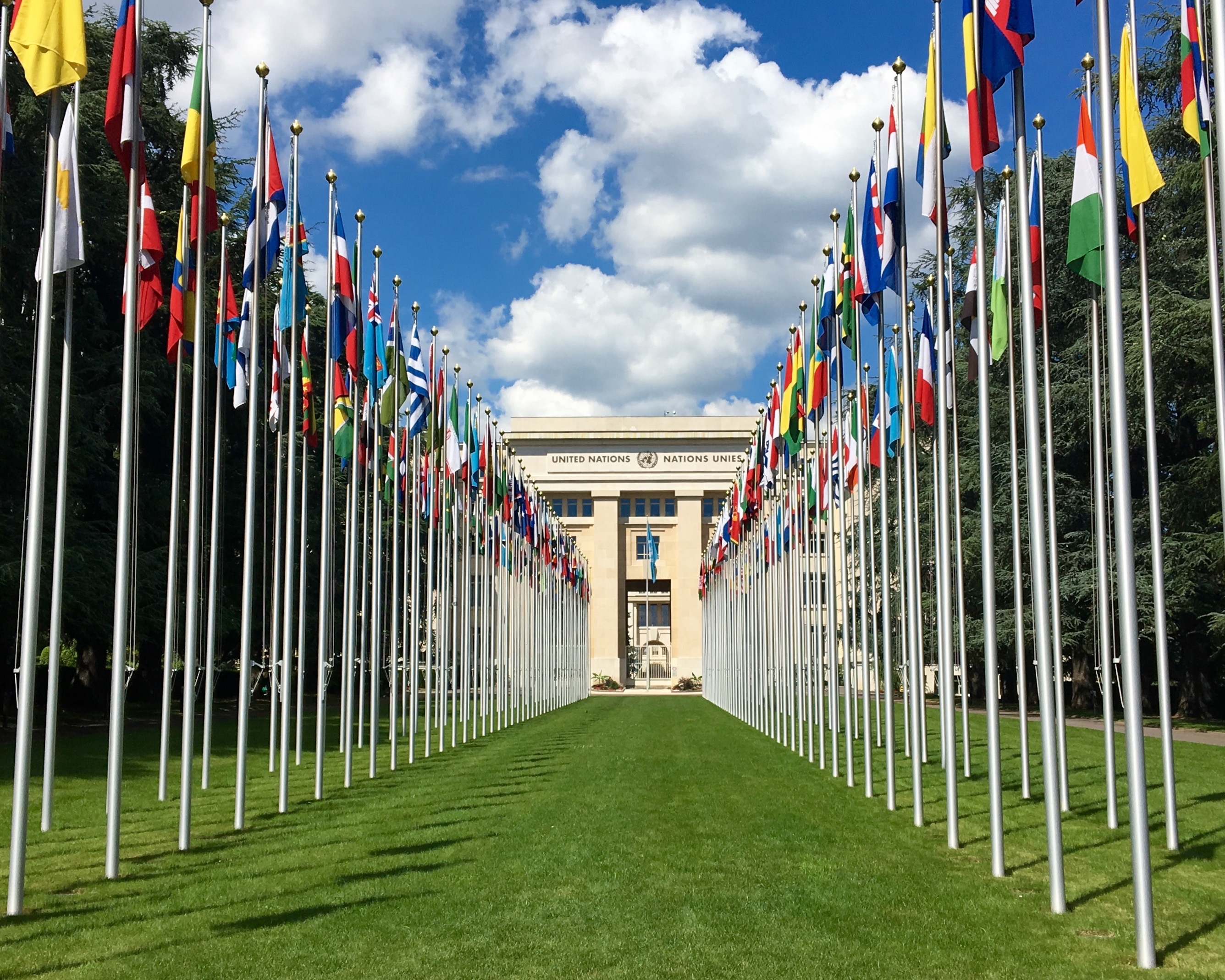
Le palais des Nations abrite l'Office des Nations unies à Genève.

Le financement de l'Organisation des Nations unies et de ses agences spécialisées est assuré par trois types d'instruments :
- le budget régulier alimenté par les contributions obligatoires des pays membres ;
- le budget des opérations de maintien de la paix, un compte à part lié à chaque opération impliquant des casques bleus ou effectuée sous mandat, alimenté par des contributions obligatoires mais avec un barème spécifique ;
- les fonds extra-budgétaires alimentés par des contributions volontaires de toute organisation, entreprise ou encore tout particulier. Il existe notamment une tradition américaine de fondations qui supportent l'activité des Nations unies. Le site du siège des Nations unies à New York, par exemple, est un don de la fondation John D. Rockefeller Jr., Ted Turner a fait un don de 1 milliard de dollars US en 1998 à une fondation[Laquelle ?] qui défend la cause des Nations unies, et a notamment assuré le paiement des arriérés du gouvernement américain.

Pour l'année 2023, l’Assemblée générale a approuvé le 31 décembre 2022 un budget s’élevant à 3,4 milliards de dollars. Elle a également confirmé le passage permanent à un exercice annuel. À la demande des États-Unis, le niveau maximum de la plus grosse contribution a été fixé à 22 % (le seuil minimal est quant à lui 0,001 % du budget global). Tous les trois ans, le barème des contributions est révisé par l'Assemblée générale.

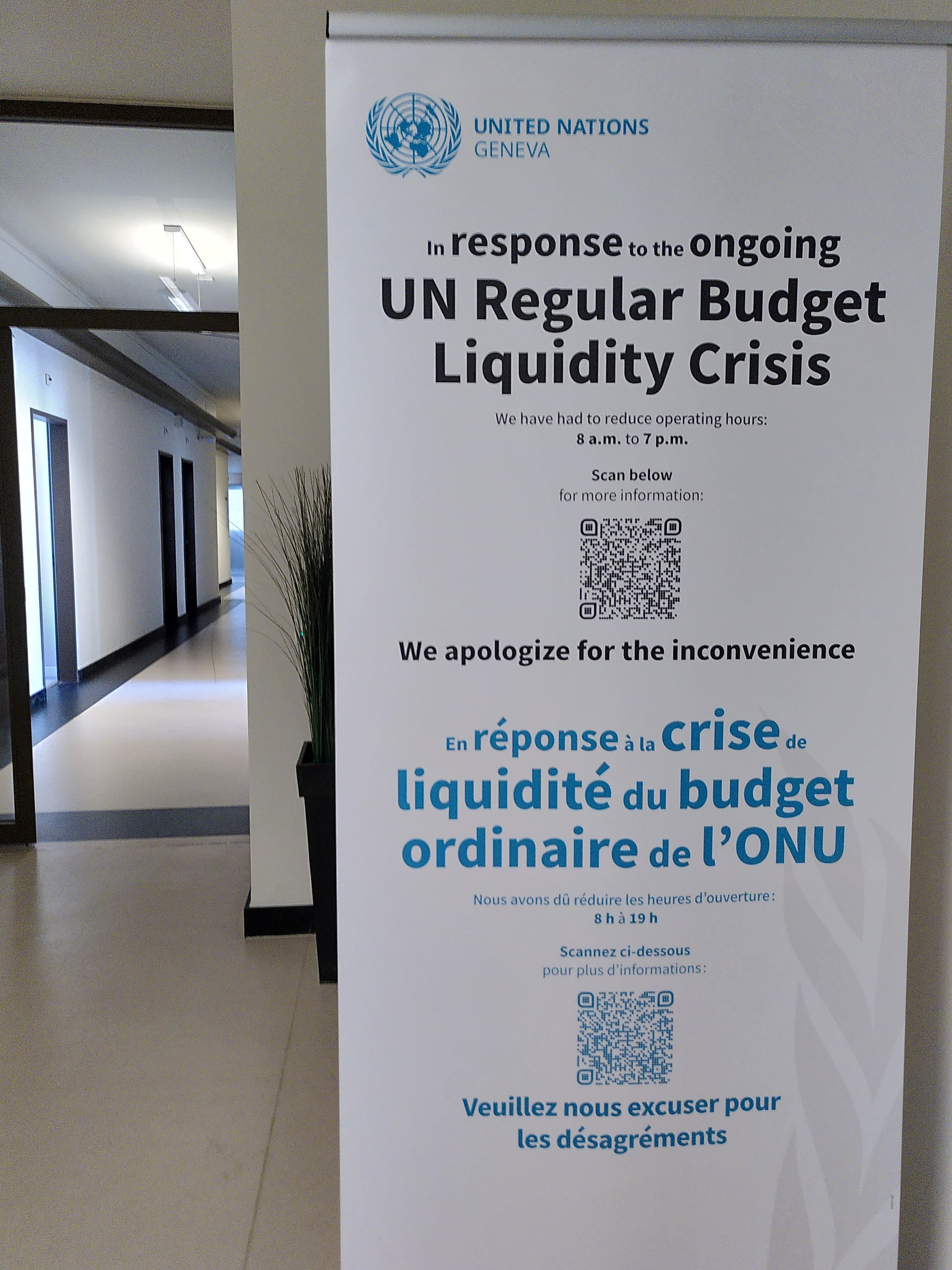
Information sur la crise de liquidité au budget ordinaire de l'ONU à Genève

Depuis plusieurs années les Nations unies connaissent des problèmes financiers. Ils sont principalement dus aux arriérés de paiement des États membres parmi lesquels le plus grand débiteur est les États-Unis avec 61 % du total en 1999. Les contributions obligatoires ne sont pas toujours remplies à temps par les autres États membres. Seuls 31 États sur 192 l'ont fait en février 2007. L'ONU étant de plus en plus souvent engagée dans des opérations de maintien de la paix dans le monde (objectifs qui n'étaient pas formellement prévus dans sa Charte), cela a un impact important sur son budget en raison du coût élevé de ces interventions. Néanmoins il s'agit d'un budget séparé du budget ordinaire. Dans ce domaine également les États-Unis partagent 62 % de la dette avec un autre pays[Lequel ?]. Cet état de fait a été évoqué dans un bulletin de session du sénat belge en 1998 ainsi que dans la section « affaires étrangères » d'un projet de loi de finances du sénat français en 2001. De nombreux États souhaitent une réforme en profondeur des Nations unies[réf. souhaitée].

### Barème des quote-part de contributions au budget ordinaire
Selon le barème 2013-2015, les principaux contributeurs sont : les États-Unis (22 %), le Japon (10,833 %), la France (8,593 %), l'Allemagne (7,1741 %), le Royaume-Uni (5,179 %), la république populaire de Chine (5,148 %), l'Italie (4,448 %), le Canada (2,984 %), l'Espagne (2,973 %) et le Brésil (2,934 %).
Selon le barème 2016-2018, adopté par la résolution 70/245 de l'Assemblée générale, les principaux États contributeurs sont : les États-Unis (22 %), le Japon (9,68 %), la république populaire de Chine (7,921 %), l'Allemagne (6,389 %), la France (4,859 %), le Royaume-Uni (4,463 %), le Brésil (3,823 %), la fédération de Russie (3,088 %), le Canada (2,921 %) et l'Australie (2,337 %).

## Siège

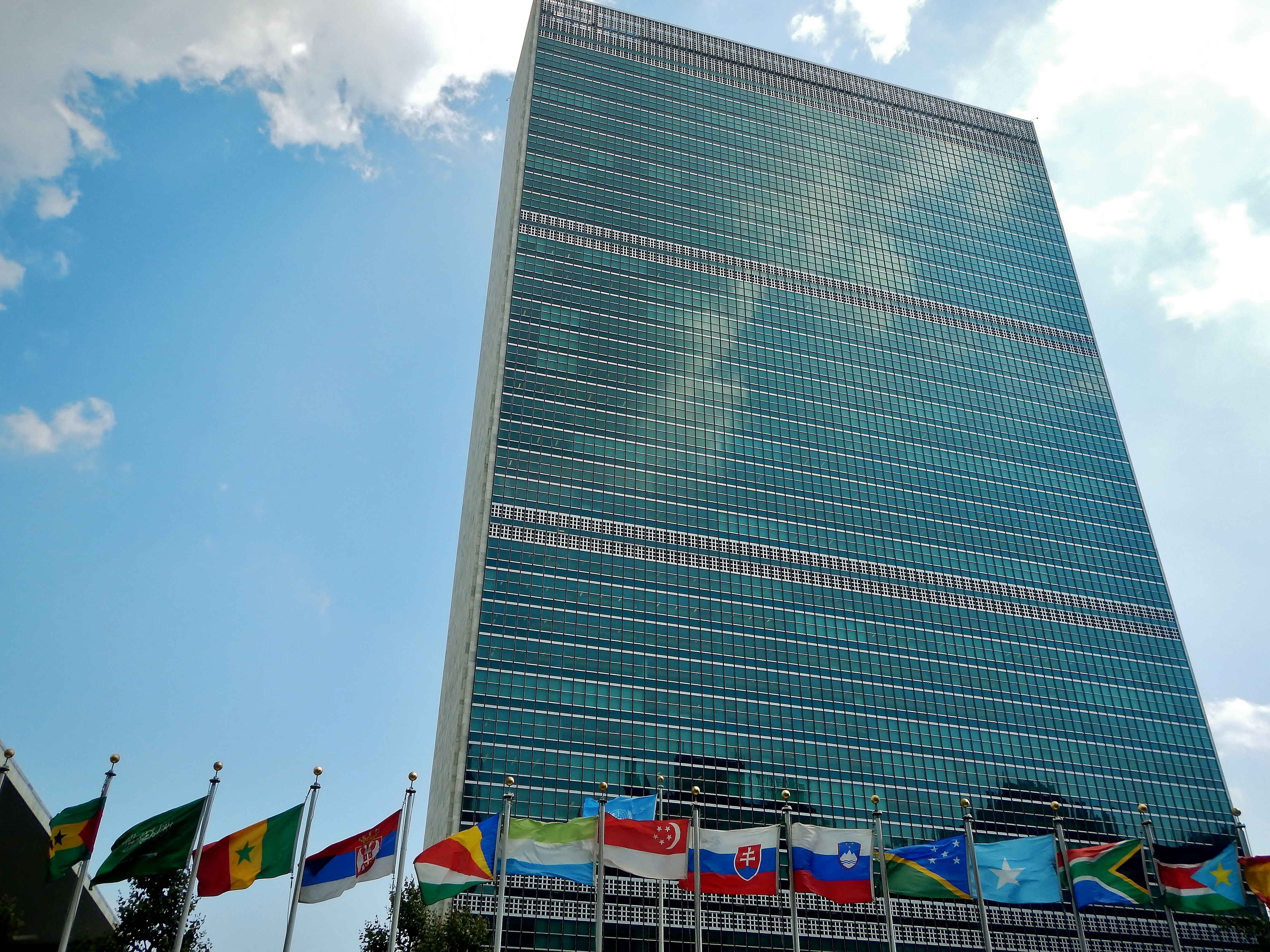
Le siège des Nations unies à New York.

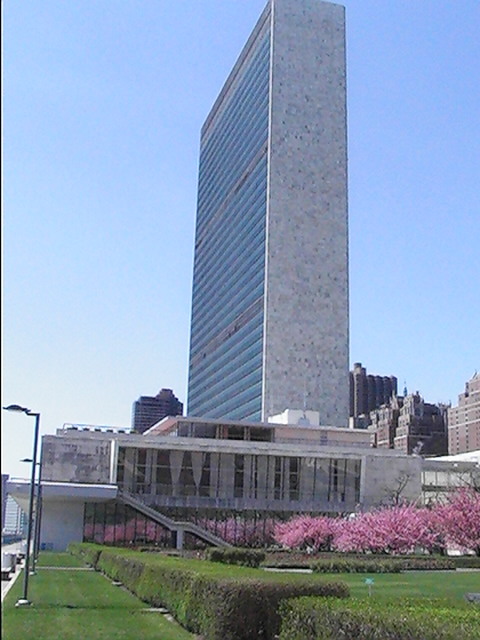
Tour du secrétariat.

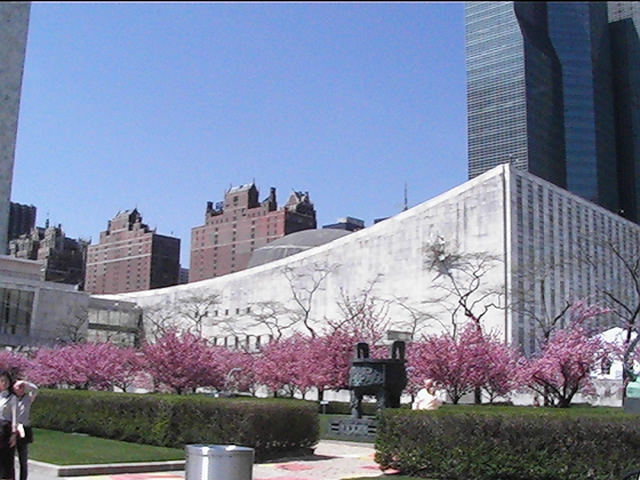
Pavillon de l'Assemblée générale.

Le siège des Nations unies est à New York et bénéficie du régime d'extraterritorialité. C'est-à-dire que, par exemple, aucun membre de la sécurité américaine ne peut y entrer sans la permission du secrétaire général.
À la demande des parlementaires américains, il fut construit dans l'arrondissement de Manhattan à New York, au bord de l'East River, sur un terrain acquis grâce à une donation de John Davison Rockefeller Junior. Il a été inauguré le 9 janvier 1951.
Cinq des six organes principaux de l'ONU sont situés à New York : seule la Cour internationale de justice (CIJ) siège à La Haye aux Pays-Bas. Il existe trois sièges subsidiaires des Nations unies à Genève (ouvert en 1946), Vienne (ouvert en 1980) et Nairobi (ouvert en 1996).
De nombreuses agences importantes des Nations unies ont leur siège à Genève, siège européen de l'ONU qui a hérité du siège de l'ancienne Société des Nations (SDN), où se déroulent toujours deux tiers des activités du système des Nations unies[réf. nécessaire] :
- Organisation mondiale de la santé (OMS) ;
- Organisation météorologique mondiale (OMM) ;
- Organisation mondiale de la propriété intellectuelle (OMPI) ;
- Organisation internationale du travail (OIT) ;
- Union internationale des télécommunications (UIT) ;
- Haut Commissariat des Nations unies pour les réfugiés (HCR) ;
- Organisation internationale pour les migrations (OIM) ;
- Haut-Commissariat des Nations unies aux droits de l'homme (HCDH) ;
- Centre du commerce international (CCI) ;

À Berne, en Suisse, se trouve l'Union postale universelle (UPU).
D'autres agences sont situées ailleurs dans le monde, dont :
- Organisation des Nations unies pour l'éducation, la science et la culture (UNESCO) à Paris ;
- Agence internationale de l'énergie atomique (AIEA) à Vienne ;
- Organisation de l'aviation civile internationale (OACI) à Montréal ;
- Organisation pour l'agriculture et l'alimentation (FAO) et Programme alimentaire mondial (PAM) à Rome ;
- Organisation mondiale du tourisme (OMT) à Madrid ;
- Organisation maritime internationale (OMI) à Londres.

## Analyses
Dans son ouvrage No Enchanted Palace. The End of Empire and the Ideological Origins of United Nations, l'historien anglais Mark Mazower soutient que les Nations unies, comme la Société des Nations avant elle, ne sont pas sorties d'une vision libérale immaculée des droits universels, mais sont plutôt une manifestation de « l'internationalisme impérial » de l'époque victorienne, une extension organisationnelle et idéologique de l'Empire britannique. Il prend pour exemples notamment Jan Smuts, l'homme politique sud-africain, qu'il décrit comme un partisan de la supériorité raciale blanche, et Sir Alfred Zimmern, la principale voix britannique de l'internationalisme libéral. Tous deux appartenaient à un groupe plus large d'élites qui tentaient de « consolider un ordre mondial libéral compatible avec l'empire et l'hégémonie anglo-américaine ». Selon Mazower, Smuts croyait que la ligue assurerait « le leadership blanc du monde », agirait comme un instrument pour une « mission civilisatrice mondiale » et soutiendrait le leadership impérial britannique.
Néanmoins, le fait de s'appuyer sur d'anciennes figures de l'époque de la Société des Nations signifie, pour G. John Ikenberry, passer à côté de l'évolution de l'ONU alors que les rébellions coloniales des années 1950 et 1960 ont transformé l'Assemblée générale en la voix du « Sud global ». D'autres participants aux origines des Nations unies étaient mus par des buts différents, la Charte des Nations unies a finalement affirmé l'égalité raciale et des aspirations similaires ont été énoncées dans la Déclaration universelle des droits de l'homme de 1948.

## Critiques
L'organisation s'est montrée largement impuissante lors de drames récents : échec de la prévention et de la protection en 1994 lors du Génocide des Tutsis au Rwanda qui s'est soldé par 800 000 morts, incapacité également de prévenir et d'arrêter les conflits en ex-Yougoslavie de 1991 à 1995, en particulier d'assurer la protection des enclaves musulmanes de Bosnie-Herzégovine. Le Massacre de Srebrenica (juillet 1995), pour lequel la qualification de Génocide est en débat, s'est déroulé dans l'incapacité des 400 Casques bleus néerlandais d'intervenir.
Après l'invasion américaine de l'Irak, les demandes pour une réforme en profondeur de son fonctionnement deviennent de plus en plus pressantes, notamment les demandes concernant le fonctionnement du Conseil de sécurité avec l'arrivée de nouveaux membres permanents et l'extension de son domaine de compétence. Durant son mandat, le secrétaire général Kofi Annan a commandé de nombreuses études sur les voies à suivre pour réformer l'organisation. Mais, par manque de consensus au sein des membres permanents du Conseil de sécurité, elles sont restées lettre morte. Le 16 septembre 2005, lors du sommet annuel auquel participèrent près de 175 chefs d'État et de gouvernement au siège à New York, des réformes mineures furent adoptées : la création d'une Commission de consolidation de la paix pour fournir un mécanisme aidant les pays en guerre à sortir d'un conflit, la création d'une responsabilité de protéger les populations contre les génocides, les crimes de guerre, les nettoyages ethniques et les crimes contre l’humanité, la création d'un Conseil des droits de l'homme des Nations unies en parallèle de la Commission des droits de l'homme des Nations unies (discréditée depuis longtemps par la présence en son sein de pays violant ces mêmes droits)[réf. nécessaire], la dissolution du Conseil de tutelle des Nations unies (qui n'a cependant toujours pas eu lieu en 2020), une condamnation « claire et sans ambiguïté » du terrorisme et des engagements financiers.
Le 7 mars 2006, le secrétaire général des Nations unies, Kofi Annan, a proposé, dans un rapport à l'Assemblée générale, aux États membres une vaste réforme de l'administration de l'ONU, attendue par les dirigeants mondiaux après que l'Organisation eut été secouée par une série de scandales. M. Annan a présenté une série de mesures allant de la délocalisation de certains services au renforcement du système de passation des marchés. Celui-ci a été ces dernières années mis à mal par le scandale du programme « pétrole contre nourriture » de l'ONU en Irak et lorsqu'une enquête interne a découvert des pratiques contestables dans le secteur du maintien de la paix, ayant occasionné des dizaines de millions de dollars de pertes pour l'Organisation.
Intitulé « Investir dans l'Organisation des Nations unies pour lui donner les moyens de sa vocation mondiale », ce rapport de 48 pages reconnaît l'inadaptation des structures administratives actuelles aux défis que l'ONU est censée relever chaque jour, 78 ans après sa création. Il souligne l'augmentation vertigineuse, depuis la fin de la guerre froide, des activités de terrain de l'ONU, notamment des opérations de maintien de la paix, qui représentent plus de 50 % des dépenses totales de l'ONU (en 2004-2005), soit presque de 10 milliards de dollars américains (près de trois fois le budget ordinaire), sans tenir compte des agences onusiennes (Unicef, PAM, PNUD…), qui ont leur propre budget. M. Annan propose de « refondre complètement l'ensemble du secrétariat, ses règles, sa structure, ses rouages, pour qu'il soit mieux adapté aux réalités d'aujourd'hui » et de « remettre entièrement à neuf » l'ensemble de l'organisation.
En 2010, lorsqu'un séisme provoqua un désastre humanitaire à Haïti, l'ONU s'est montrée incapable de coordonner l'aide rapidement, c'est finalement l'armée américaine qui jouera un rôle clé. L'organisation internationale avait été dépassée à peine un mois auparavant lors de la Conférence de Copenhague sur les changements climatiques, les États-Unis et la Chine avaient alors conclu des accords seuls.
L'ONU est très souvent critiquée pour son inaction, certains conflits se produisant sans aucune intervention de sa part. Dans une interview menée par ARTE, la journaliste Celhia de Lavarène, ancienne employée de l'organisation, dénonce les raisons de cet immobilisme, parmi lesquelles les nominations de personnes non compétentes et les copinages avec des pays enfreignant les droits de l'homme.
D'après la spécialiste en relations internationales Anne-Cécile Robert, les principes fondateurs des Nations unies sont violés par des pays siégeant au conseil de sécurité de l'ONU, notamment dans les cas de la Yougoslavie, de l'Irak et de la Libye.
Le droit de veto des pays membres du conseil de sécurité est également très critiqué, en ce sens qu'il accorde de facto un pouvoir bien plus important aux pays qui en sont membres qu'à tous les autres, puisque le veto d'un pays membre suffit à ce qu'une proposition de l'ONU soit annulée. Ainsi, ce mode de fonctionnement permet que des crimes de guerres et violations des droits humains qui servent les intérêts des membres du conseil de sécurité puissent être commis dans une relative impunité, notamment l'invasion de l'Ukraine par la Russie.

## Espionnage
En 2009, d'après des câbles émanant du département d’État révélés par Wikileaks, les États-Unis ont massivement collecté des informations relatives à des diplomates de l'ONU, en particulier nord-coréens, cubains et syriens : courriers électroniques, mots de passe Internet et intranet, numéros de cartes bancaires, numéros de cartes de fidélité de compagnies aériennes, plannings de travail, empreintes digitales, portraits, ADN, scanners de l'iris, etc.

## Hommages
Sept institutions des Nations unies et l'organisation elle-même ont reçu le prix Nobel de la paix, l'obtenant au total neuf fois : le HCNUR en 1954 et en 1981,, l'Unicef en 1965, l'OIT en 1969, la Force de maintien de la paix en 1988, l'ONU elle-même et son secrétaire général Kofi Annan en 2001, l'AIEA en 2005, le GIEC en 2007, et le PAM en 2020. Kofi Annan et le personnel des Nations unies ont également reçu le prix Sakharov en 2003.
Le 21 mars 2025, les Universités catholiques de Leuven et Louvain ont conjointement attribué un doctorat honoris causa à l'Organisation des Nations unies représentée pour la circonstance par son secrétaire général, Antonio Guterres.
La Journée des Nations unies est célébrée par l'Assemblée générale chaque 24 octobre, jour anniversaire de l'entrée en vigueur de la Charte des Nations unies en 1945.
L'astéroïde (6000) United Nations est nommé d'après l'Organisation des Nations unies.